# Jeż (herb szlachecki)
Jeż – polski herb szlachecki.

## Opis herbu
W polu czerwonym jeż czarny.
Klejnot: trzy pióra strusie.

## Najwcześniejsze wzmianki
Pierwsza wzmianka o herbie pojawiła się w Herbach rycerstwa polskiego Paprockiego.

## Herbowni
Gąsiorecki, Hiż, Hyżewicz, Jeż, Lisowski, Łosowski, Sulkiewicz, Wyżewicz,

### Znani herbowni
Jan Wilhelm Hiż, Jan August Hiż, Aleksander Józef Lisowski.